# Nici o întâmplare
Nici o întâmplare este un film românesc din 2000 regizat de Cristian Mungiu. Rolurile principale au fost interpretate de actorii Alexandru Repan.

## Distribuție
Distribuția filmului este alcătuită din:
- Alexandru Repan